# AFC Champions League 2002-2003
La AFC Champions League 2002-2003 fu la ventiduesima edizione del massimo torneo continentale asiatico per club e la prima con la nuova denominazione. Venne vinta dall'Al-Ain (Emirati Arabi Uniti).
La formula del torneo prevedeva una fase preliminare di qualificazione, composta da quattro turni eliminatori (tre per l'area orientale) con la formula degli incontri A/R.
Ogni zona di qualificazione esprimeva quattro squadre che avrebbero avuto accesso alla fase finale, per un totale di otto squadre. Altre otto squadre erano direttamente ammesse: Al-Hilal (Arabia Saudita), Dalian Shide (Cina), Seongnam Ilhwa Chunma (Corea del Sud), Al-Ain (EAU), Kashima Antlers (Giappone), Persepolis F.C. (Iran), Al-Talaba (Iraq) e BEC Tero Sasana Football Club (Thailandia).
La fase finale prevedeva una prima parte a gironi (quattro gironi da quattro squadre ciascuno, composti secondo criteri geografici) ed una seconda parte ad eliminazione diretta con incontri A/R.

## Qualificazioni
Le otto squadre qualificate dalla fase preliminare erano: Shanghai Shenhua (Cina), Daejeon Citizen (Corea del Sud), Shimizu S-Pulse (Giappone), Esteghlal (Iran), Al-Sadd (Qatar), Osotsapa FC (Thailandia), Nisa Asgabat (Turkmenistan) e Pakhtakor Tashkent (Uzbekistan).

## Fase a gironi

### Gruppo A
| Squadra          | P.ti | G | V | N | P | GF | GS | DR |
| ---------------- | ---- | - | - | - | - | -- | -- | -- |
| BEC Tero Sasana  | 7    | 3 | 2 | 1 | 0 | 6  | 3  | +3 |
| Daejeon Citizen  | 6    | 3 | 2 | 0 | 1 | 3  | 3  | 0  |
| Shanghai Shenhua | 3    | 3 | 1 | 0 | 2 | 6  | 7  | -1 |
| Kashima Antlers  | 1    | 3 | 0 | 1 | 2 | 5  | 7  | -2 |

| Arbitro: | Moradi |

|              |           |                                   |
| Luo Xiao 85’ | Marcatori | 8’ Han Jung-Kook 44’ Kim Eun-Jung |

| Arbitro: | al-Hamdan |

|                         |           |                 |
| Hirase 21’ Fernando 77’ | Marcatori | 76’ 90’ Yongant |

| Arbitro: | Sundarraj |

|                                  |           |                                                 |
| Aoki 24’ Fernando 56’ Nozawa 90’ | Marcatori | 1’ Yang Guang 11’ Zhang Yuning 31’ 87’ Martínez |

| Arbitro: | De Silva |

|  |           |                           |
|  | Marcatori | 14’ Kongpahan 73’ Chaiman |

| Arbitro: | al-Hamdan |

|                          |           |              |
| Thongsuk 27’ Chaiman 85’ | Marcatori | 58’ Martínez |

| Arbitro: | Moradi |

|                |           |  |
| Papa Oumar 87’ | Marcatori |  |

### Gruppo B
| Squadra               | P.ti | G | V | N | P | GF | GS | DR  |
| --------------------- | ---- | - | - | - | - | -- | -- | --- |
| Dalian Shide          | 7    | 3 | 2 | 1 | 0 | 10 | 2  | +8  |
| Seongnam Ilhwa Chunma | 6    | 3 | 2 | 0 | 1 | 9  | 4  | +5  |
| Shimizu S-Pulse       | 4    | 3 | 1 | 1 | 1 | 8  | 2  | +6  |
| Osotsapa FC           | 0    | 3 | 0 | 0 | 3 | 1  | 20 | -19 |

| Arbitro: | Irmatov |

|                                                                        |           |  |
| Park Nam-Yeol 22’ Kim Dae-Eui 31’ Kim Do-hoon 37’ 61’ 83’ Drakulić 53’ | Marcatori |  |

| Dalian 9 marzo 2003, ore 15:20 UTC+8 | Shimizu S-Pulse | 0 – 0 | Dalian Shide | Stadio del Popolo\| Arbitro: \| Kim Jong-Sik \| |
| Arbitro:                             | Kim Jong-Sik    |       |              |                                                 |

| Arbitro: | Supain |

|                   |           |                              |
| Ahn Jung-hwan 53’ | Marcatori | 74’ Drakulić 87’ Kim Dae-Eui |

| Arbitro: | Nitrerejo |

|            |           |                                                                         |
| Juncum 13’ | Marcatori | 27’ 32’ 49’, 61’ Hao Haidong 60’ Yan Song 80’ Zou Jie 82’ Dong Fangzhuo |

| Arbitro: | Irmatov |

|                                  |           |                 |
| Hao Haidong 57’ 64’ Yan Song 90’ | Marcatori | 51’ Kim Dae-Eui |

| Arbitro: | Nitrerejo |

|  |           |                                                                                 |
|  | Marcatori | 23’ 40’ Takagi 27’ Sawanobori 50’ dos Santos 60’ 71’ Ahn Jung-hwan 75’ Kitajima |

### Gruppo C
| Squadra   | P.ti | G | V | N | P | GF | GS | DR |
| --------- | ---- | - | - | - | - | -- | -- | -- |
| Al-Ain    | 9    | 3 | 3 | 0 | 0 | 6  | 1  | +5 |
| Al-Sadd   | 3    | 3 | 1 | 0 | 2 | 4  | 5  | -1 |
| Esteghlal | 3    | 3 | 1 | 0 | 2 | 5  | 7  | -2 |
| Al-Hilal  | 3    | 3 | 1 | 0 | 2 | 4  | 6  | -2 |

| Arbitro: | Kamikawa |

|             |           |                        |
| Ricardo 72’ | Marcatori | 6’ Samereh 64’ Khatibi |

| Arbitro: | Qassem |

|                  |           |  |
| Harib 12’ (rig.) | Marcatori |  |

| Arbitro: | Lu Jun |

|                       |           |  |
| Traoré 24’ Sanogo 89’ | Marcatori |  |

| Arbitro: | Mohd Salleh |

|                         |           |  |
| Khatibi 18’ Samereh 42’ | Marcatori |  |

| Arbitro: | Qassem |

|            |           |                                 |
| Jumaan 57’ | Marcatori | 45’ Keita 80’ Ricardo 90’ Kamil |

| Arbitro: | Lu Jun |

|             |           |                              |
| Samereh 67’ | Marcatori | 65’ Ali 76’ Sanogo 78’ Harib |

### Gruppo D
| Squadra            | P.ti | G | V | N | P | GF | GS | DR |
| ------------------ | ---- | - | - | - | - | -- | -- | -- |
| Pakhtakor Tashkent | 9    | 3 | 3 | 0 | 0 | 7  | 0  | +7 |
| Persepolis F.C.    | 6    | 3 | 2 | 0 | 1 | 5  | 2  | +3 |
| Al-Talaba          | 3    | 3 | 1 | 0 | 2 | 3  | 4  | -1 |
| Nisa Asgabat       | 0    | 3 | 0 | 0 | 3 | 1  | 10 | -9 |

| Arbitro: | Mongkol |

|  |           |                                         |
|  | Marcatori | 44’ Hamidullaev 57’ Soliev 72’ Koshelev |

| Arbitro: | Okada |

|  |           |                  |
|  | Marcatori | 62’ Golmohammadi |

| Arbitro: | Bae Jae-Yong |

|                           |           |  |
| Abdul 10’ Mahmoud 24’ 90’ | Marcatori |  |

| Arbitro: | Okada |

|            |           |  |
| Soliev 22’ | Marcatori |  |

| Arbitro: | al-Marzuqi |

|                                                     |           |                    |
| Khanmohammadi 14’ 76’ Golmohammadi 47’ Aslanian 90’ | Marcatori | 89’ (rig.) Meredov |

| Arbitro: | Mongkol |

|                                 |           |  |
| Krokhmal 22’ 57’ Gochkuliev 37’ | Marcatori |  |

## Fase a eliminazione diretta

### Semifinali
| Arbitro: | Kwon Jong-Chul |

|                                              |           |            |
| Srimaka 41’ 76’ Phuangprakob 69’ Chaiman 84’ | Marcatori | 80’ Soliev |

| Arbitro: | Kamikawa |

|              |           |  |
| Djeperov 86’ | Marcatori |  |

| Arbitro: | Rahman |

|                                           |           |                            |
| Sanogo 62’ (rig.) 83’ Omer 64’ Yaslam 75’ | Marcatori | 17’ Hao Haidong 88’ Li Yao |

| Arbitro: | Okada |

|                                                |           |                                |
| Wang Peng 27’ Janković 77’ Hao Haidong 81’ 84’ | Marcatori | 46’ Fabiano 64’Omer 87’ Majidi |

### Finale
| Al Ain 3 ottobre 2003, ore 19:05 UTC+4                                | Al-Ain    | 2 – 0 | BEC Tero Sasana Football Club | Stadio Tahnoun Bin Mohamed |
| \| \| \| \| \| Farhad Majidi 38’ Farhad Majidi 74’ \| Marcatori \| \| |           |       |                               |                            |
|                                                                       |           |       |                               |                            |
| Farhad Majidi 38’ Farhad Majidi 74’                                   | Marcatori |       |                               |                            |

| Bangkok 11 ottobre 2003, ore 18:05 UTC+7                      | BEC Tero Sasana Football Club | 1 – 0 | Al-Ain | Stadio Rajamangala |
| \| \| \| \| \| Therdsak Chaiman 60’ (rig.) \| Marcatori \| \| |                               |       |        |                    |
|                                                               |                               |       |        |                    |
| Therdsak Chaiman 60’ (rig.)                                   | Marcatori                     |       |        |                    |

## Classifica marcatori
| Pos | Giocatore        | Club                          | Gol |
| --- | ---------------- | ----------------------------- | --- |
| 1   | Hao Haidong      | Dalian Shide                  | 9   |
| 2   | Boubacar Sanogo  | Al-Ain                        | 4   |
| -   | Therdsak Chaiman | BEC Tero Sasana Football Club | 4   |
| 4   | Mohamed Omer     | Al-Ain                        | 3   |
| -   | Patrick Suffo    | Al-Hilal                      | 3   |
| -   | Wuttiya Yongant  | BEC Tero Sasana Football Club | 3   |
| -   | Ali Samereh      | Esteghlal                     | 3   |
| -   | Kim Dae-Eui      | Seongnam Ilhwa Chunma         | 3   |
| -   | Kim Do-hoon      | Seongnam Ilhwa Chunma         | 3   |
| -   | Saúl Martínez    | Shanghai Shenhua              | 3   |
| -   | Ahn Jung-hwan    | Shimizu S-Pulse               | 3   |